# Occlusiva velare sonora
L'occlusiva velare sonora è una consonante, rappresentata con il simbolo [ɡ] nell'alfabeto fonetico internazionale (IPA).
Nella lingua italiana tale fono è rappresentato dalla lettera G, tranne quando seguita dalle lettere E, I o N.

## Caratteristiche
La consonante occlusiva velare sonora presenta le seguenti caratteristiche:
- il suo modo di articolazione è occlusivo, perché questo fono è dovuto all'occlusione del canale orale (la bocca) seguita da un brusco rilascio (esplosione);
- il suo luogo di articolazione è velare, perché nel pronunciare tale suono il dorso della lingua si porta a contatto con il velo del palato;
- è una consonante sonora, in quanto questo suono è prodotto con la vibrazione delle corde vocali.

Nella fonologia generativa tale fonema è formato dalla sequenza dei tratti: +consonantico, -nasale, +compatto, +grave, +sonoro.

## In italiano
In italiano il suono, come detto, è rappresentato nella grafia con ⟨g⟩ davanti a vocale centrale o posteriore, cioè [a], [ɔ], [o], [u], o davanti a una consonante che non sia ⟨n⟩. Se la consonante si trova davanti a una vocale anteriore come [i], [e] o [ɛ] (e rafforzata da ⟨h⟩), sarà realizzata come il suo allofono palatale [ɟ]. Un esempio di tale fono si trova nella parola "gatto" [ˈɡatːo].

## Altre lingue

### Francese
In lingua francese tale fono è reso con la grafia ⟨g⟩ (valgono le stesse regole che per l'italiano, cioè solo davanti a vocale centrale o posteriore):
- gant "guanto" [ɡɑ̃]
- garage "garage" [ɡaˈʁaːʒ]

### Spagnolo
In lingua spagnola tale fono è reso con la grafia ⟨g⟩ (solo a inizio frase o preceduto da n; accompagnato da ⟨u⟩ muta quando precede e, i):
- gato "gatto" [ˈɡato]
- guerra "guerra" [ˈɡerːa]

### Portoghese
In lingua portoghese tale fono è reso con la grafia ⟨g⟩:
- língua "lingua" [ˈlĩɡwɐ]

### Inglese
In lingua inglese tale fono è reso con la grafia ⟨g⟩:
- get "arrivare" [ɡɛt]

### Tedesco
In lingua tedesca tale fono è reso con la grafia ⟨g⟩:
- geh "va'" [ɡeː]
- Lüge "bugia" [ˈlyːɡə]

### Ceco
In lingua ceca tale fono è reso con la grafia ⟨g⟩:
- gram "grammo" [ɡram]

### Polacco
In lingua polacca tale fono è reso con la grafia ⟨g⟩: 
- gęsty [ˈɡɛ̃stɨ]

### Greco
In lingua greca tale fono è rappresentato dalla ⟨κ⟩ (preceduta dalla ⟨γ⟩ o seguita da consonanti sonore, come la ⟨ζ⟩, e quindi sonorizzata) nell'alfabeto greco:
- εγκωμιάζω (traslitterato enkōmiázō) "encomio (encomiare), elogio (elogiare)" [eŋɡomiˈɐzo]
- έκζεμα (traslitterato ékzema) "eczema" [ˈɛɡzemɐ]

### Russo
In lingua russa tale fono è reso ⟨г⟩ nell'alfabeto cirillico:
- голова "testa" [ɡəɫɐˈva]

### Georgiano
In lingua georgiana tale fono è reso ⟨გ⟩ nell'alfabeto georgiano:
- გული "dietro" [ˈɡuli]

### Arabo egiziano
In arabo egiziano:
- "uomo" [ɾæːɡɪl]